# 久米島製糖
久米島製糖株式会社（くめじませいとう、英: KUMESHIMA SUGAR CO.,LTD.）は、粗糖の製造を行う製糖会社。

## 概要
伊藤忠商事・伊藤忠製糖系列の製糖会社で、沖縄県の久米島でサトウキビから分蜜糖の製造を行っている。久米島精糖の生産する粗糖の原材料は全て久米島産のさとうきびである。久米島の製造業ではもっとも規模の大きな会社の一つである。
久米島在住者・出身者からも出資を得て設立されており、株主数が1000人を超えており、非上場でありながら有価証券報告書提出義務のある会社である。

## 沿革
- 1960年（昭和35年）8月　琉球政府から製糖業の許可を取得
- 1960年（昭和35年）12月 那覇市に会社設立
- 1962年（昭和37年）1月　操業開始